# L'Hospitalet-du-Larzac
Pour les articles homonymes, voir L'Hospitalet (homonymie).
L'Hospitalet-du-Larzac (L'Espitalet de Larzac en occitan) est une commune française, située dans le département de l'Aveyron en région Occitanie.

## Géographie

### Localisation
Le territoire de la commune matérialise une fraction sud du Massif central. Il s'étend sur une partie du causse du Larzac, le plus méridional de tous les causses du Massif central.

### Communes limitrophes
Les communes limitrophes sont  La Cavalerie, La Couvertoirade, Nant et Sainte-Eulalie-de-Cernon.

### Climat
Pour des articles plus généraux, voir Climat de l'Occitanie et Climat de l'Aveyron.
En 2010, le climat de la commune est de type climat des marges montargnardes, selon une étude s'appuyant sur une série de données couvrant la période 1971-2000. En 2020, Météo-France publie une typologie des climats de la France métropolitaine dans laquelle la commune est exposée à un climat de montagne et est dans la région climatique Sud-est du Massif Central, caractérisée par une pluviométrie annuelle de 1 000 à 1 500 mm, minimale en été, maximale en automne.
Pour la période 1971-2000, la température annuelle moyenne est de 9,8 °C, avec une amplitude thermique annuelle de 15,7 °C. Le cumul annuel moyen de précipitations est de 1 014 mm, avec 10,9 jours de précipitations en janvier et 4,9 jours en juillet. Pour la période 1991-2020, la température moyenne annuelle observée sur la station météorologique la plus proche, située sur la commune de La Cavalerie à 5 km à vol d'oiseau, est de 10,1 °C et le cumul annuel moyen de précipitations est de 934,2 mm,. Pour l'avenir, les paramètres climatiques de la commune estimés pour 2050 selon différents scénarios d'émission de gaz à effet de serre sont consultables sur un site dédié publié par Météo-France en novembre 2022.

### Milieux naturels et biodiversité

#### Espaces protégés
La protection réglementaire est le mode d’intervention le plus fort pour préserver des espaces naturels remarquables et leur biodiversité associée.
Dans ce cadre, la commune fait partie d'un espace protégé, le Parc naturel régional des Grands Causses, créé en 1995 et d'une superficie de 327 937 ha, s'étend sur 97 communes. Ce territoire rural habité, reconnu au niveau national pour sa forte valeur patrimoniale et paysagère, s’organise autour d’un projet concerté de développement durable, fondé sur la protection et la valorisation de son patrimoine,,.

#### Zones naturelles d'intérêt écologique, faunistique et floristique
L’inventaire des zones naturelles d'intérêt écologique, faunistique et floristique (ZNIEFF) a pour objectif de réaliser une couverture des zones les plus intéressantes sur le plan écologique, essentiellement dans la perspective d’améliorer la connaissance du patrimoine naturel national et de fournir aux différents décideurs un outil d’aide à la prise en compte de l’environnement dans l’aménagement du territoire.
Le territoire communal de l'Hospitalet-du-Larzac comprend deux ZNIEFF de type 1,,
la « Forêt du causse du Larzac » (893,9 ha), couvrant 3 communes du département
et les « Pelouses sèches des Beaumettes » (127,4 ha), couvrant 2 communes du département
et une ZNIEFF de type 2,,
le « Causse du Larzac » (50 424 ha), qui s'étend sur 23 communes dont 21 dans l'Aveyron et 2 dans l'Hérault.

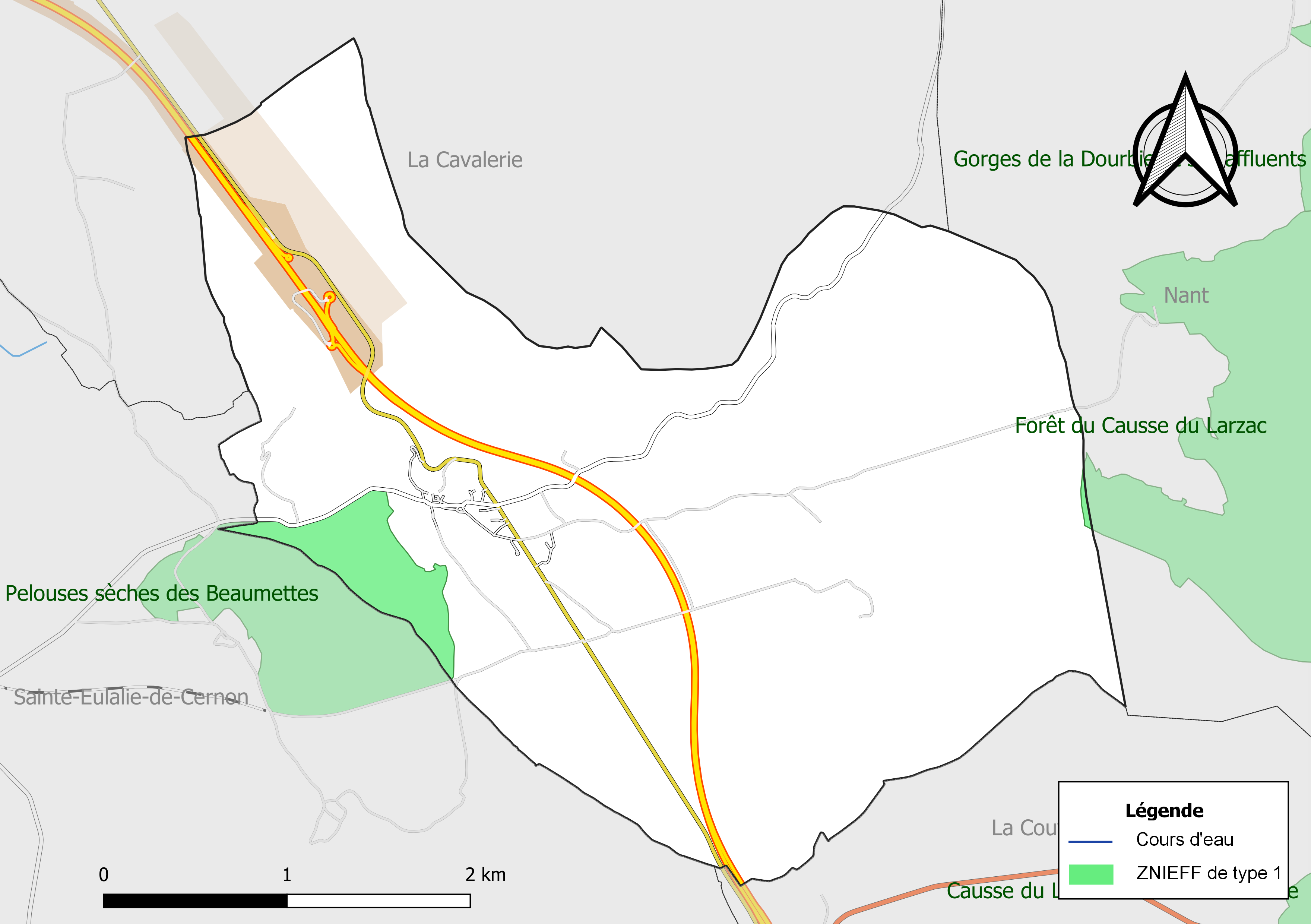
Carte des ZNIEFF de type 1 de la commune.
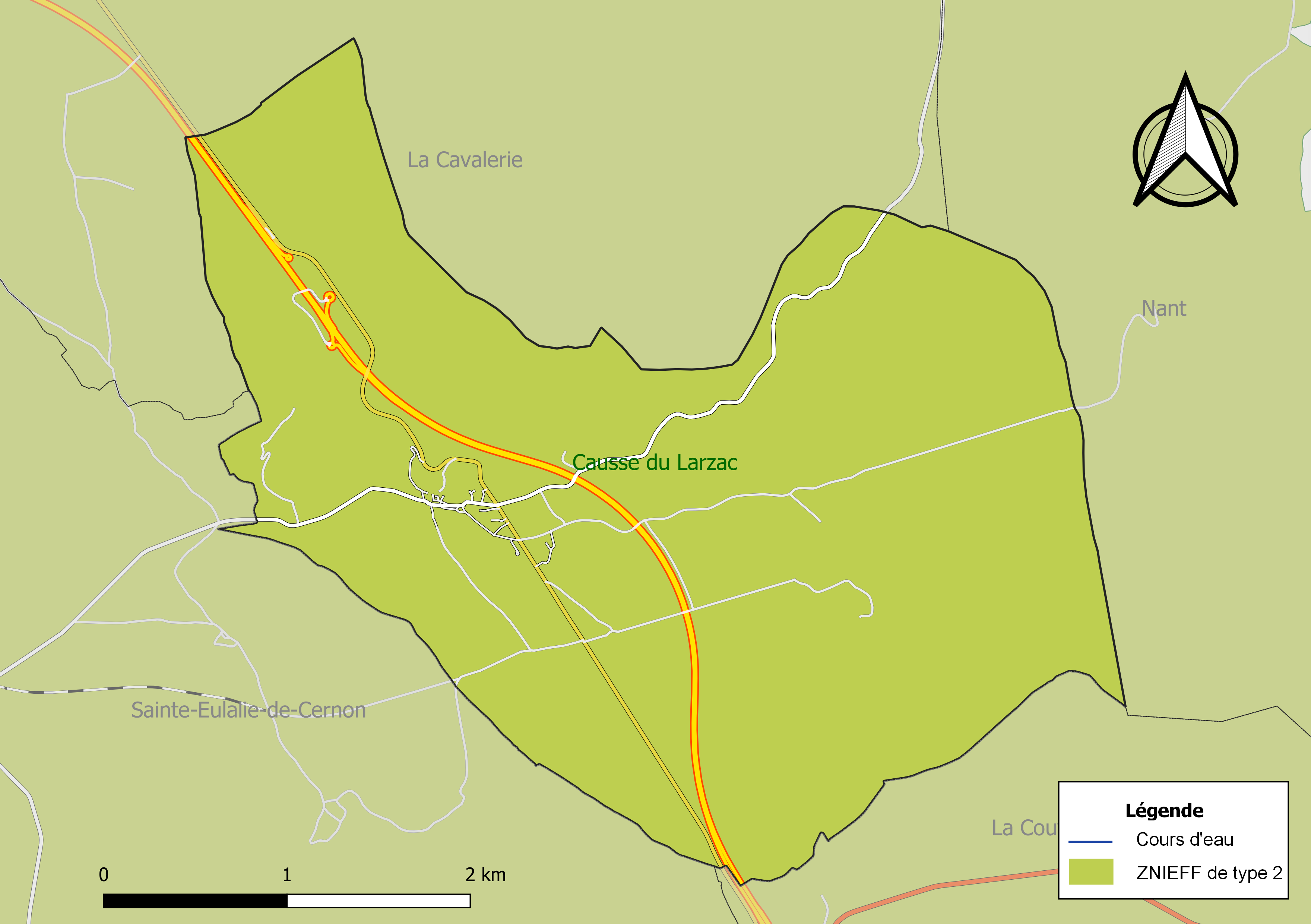
Carte de la ZNIEFF de type 2 de la commune.

## Urbanisme

### Typologie
Au 1er janvier 2024, L'Hospitalet-du-Larzac est catégorisée commune rurale à habitat dispersé, selon la nouvelle grille communale de densité à 7 niveaux définie par l'Insee en 2022.
Elle est située hors unité urbaine. Par ailleurs la commune fait partie de l'aire d'attraction de Millau, dont elle est une commune de la couronne,. Cette aire, qui regroupe 23 communes, est catégorisée dans les aires de moins de 50 000 habitants,.

### Occupation des sols

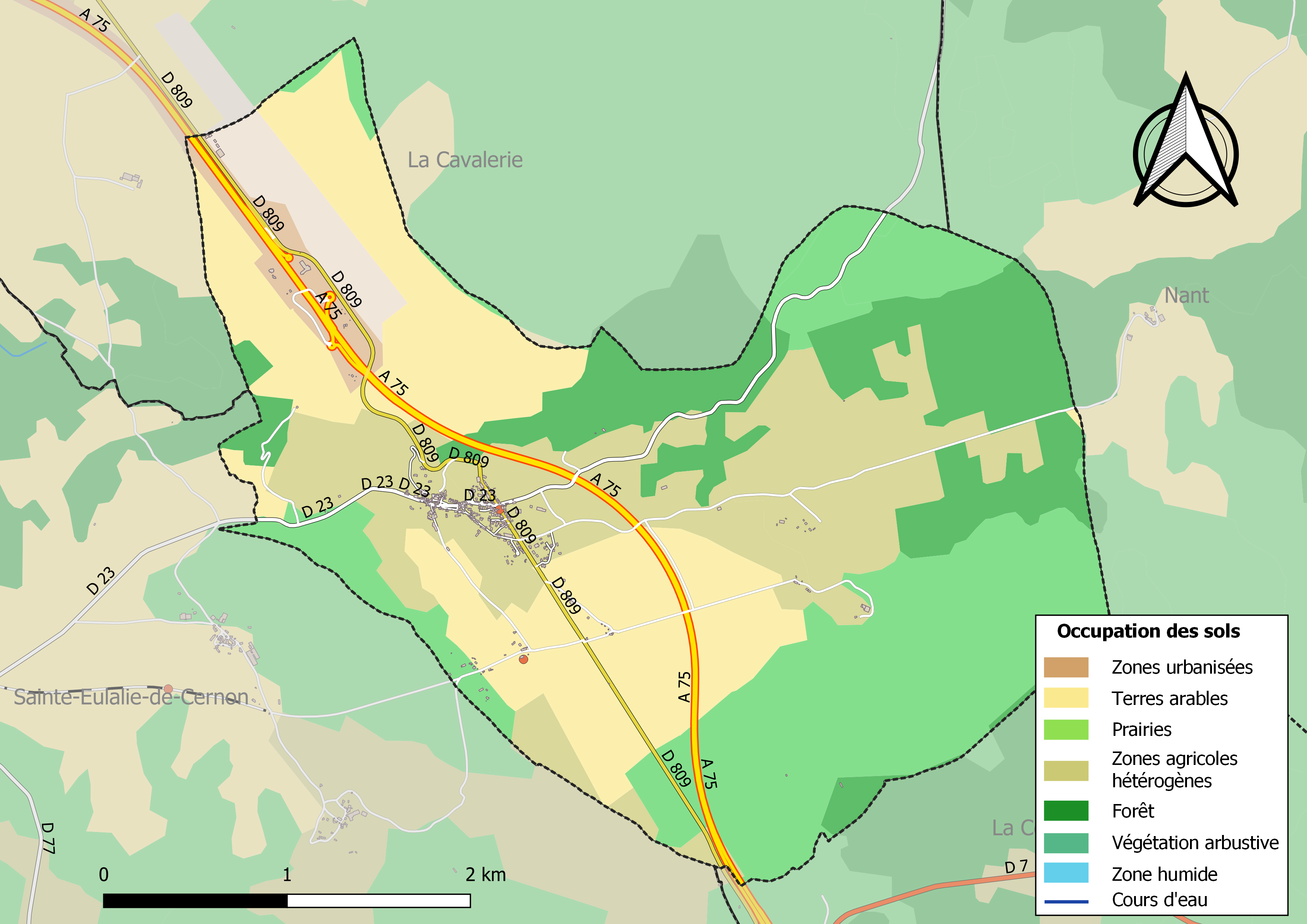
Infrastructures et occupation des sols de la commune de l'L'Hospitalet-du-Larzac.

L'occupation des sols de la commune, telle qu'elle ressort de la base de données européenne d’occupation biophysique des sols Corine Land Cover (CLC), est marquée par l'importance des territoires agricoles (50,3 % en 2018), en diminution par rapport à 1990 (52,3 %). La répartition détaillée en 2018 est la suivante :
milieux à végétation arbustive et/ou herbacée (27,7 %), terres arables (25,6 %), zones agricoles hétérogènes (24,7 %), forêts (16,1 %), zones industrielles ou commerciales et réseaux de communication (5,9 %).

### Planification
La loi SRU du 13 décembre 2000 a incité fortement les communes à se regrouper au sein d’un établissement public, pour déterminer les partis d’aménagement de l’espace au sein d’un SCoT, un document essentiel d’orientation stratégique des politiques publiques à une grande échelle. La commune est dans le territoire du SCoT du Parc naturel régional des Grands Causses, approuvé le vendredi 7 juillet 2017 par le comité syndical et mis à l’enquête publique en décembre 2019. La structure porteuse est le Pôle d'équilibre territorial et rural du PNR des Grands Causses, qui associe huit communautés de communes, notamment la communauté de communes Larzac et Vallées, dont la commune est membre.
La commune disposait en 2017 d'un plan d'occupation des sols approuvé et un plan local d'urbanisme était en révision. Le zonage réglementaire et le règlement associé peuvent être consultés sur le Géoportail de l'urbanisme.

### Risques majeurs
Le territoire de la commune de l'Hospitalet-du-Larzac est vulnérable à différents aléas naturels : climatiques (hiver exceptionnel ou canicule), feux de forêts et séisme (sismicité faible).
Il est également exposé à un risque technologique, et la rupture d'un barrage, et à un risque particulier, le risque radon,.

#### Risques naturels
Le Plan départemental de protection des forêts contre les incendies découpe le département de l’Aveyron en sept « bassins de risque » et définit une sensibilité des communes à l’aléa feux de forêt (de faible à très forte). La commune est classée en sensibilité forte.
Les mouvements de terrains susceptibles de se produire sur la commune sont liés à la présence de cavités souterraines localisées sur la commune,.

#### Risques technologiques
Dans le département de l'Aveyron on dénombre huit grands barrages susceptibles d’occasionner des dégâts en cas de rupture. La commune fait partie des 64 communes susceptibles d’être touchées par l’onde de submersion consécutive à la rupture d’un de ces barrages.

#### Risque particulier
Dans plusieurs parties du territoire national, le radon, accumulé dans certains logements ou autres locaux, peut constituer une source significative d’exposition de la population aux rayonnements ionisants. Toutes les communes du département sont concernées par le risque radon à un niveau plus ou moins élevé. Selon le dossier départemental des risques majeurs du département établi en 2013, la commune de l'Hospitalet-du-Larzac est classée à risque faible. Un décret du 4 juin 2018 a modifié la terminologie du zonage définie dans le code de la santé publique et a été complété par un arrêté du 27 juin 2018 portant délimitation des zones à potentiel radon du territoire français. La commune est désormais en zone 1, à savoir zone à potentiel radon faible.

## Histoire

### Moyen Âge
L’Hospitalet tient son nom et son origine d’un hôpital que le vicomte de Millau Gilbert ou Guibert fonda en 1108 sur le Larzac. En 1174, Alphonse II d’Aragon fait donation de l'hôpital à Jean, prieur du monastère de Cassan au diocèse de Béziers ; l'église Saint-Étienne-du-Larzac appartenait au monastère de Gellone depuis le XIe siècle, et le Rouquet et le mas Trinquier relevaient des Templiers depuis 1158. Les prieurs de Cassan restent les seigneurs de l’Hospitalet de 1174 à 1789. Le siège de la paroisse était à Saint-Étienne-du-Larzac, dont l'église en ruines existe encore à un kilomètre du Rouquet, sur la commune de Sainte-Eulalie-de-Cernon, et la paroisse dépendait du monastère de Gellone. Il existait alors une chapelle à L'Hospitalet pour le service de l’hôpital.

### Époque moderne
La fortification de l'hôpital débute au XVe siècle et provoque le transfert à L’Hospitalet du siège de la paroisse. L’église actuelle a été construite en 1764, probablement sur l’emplacement d’un édifice plus ancien. La communauté était administrée par deux consuls, renouvelés tous les ans. L’élection avait lieu le premier dimanche de septembre, à l’issue de la messe paroissiale et au-devant de la porte du cimetière. Leur rôle était de prélever la taille et les redevances seigneuriales. Le bourg possédait une école avec un régent qui enseignait la lecture, l'écriture et la prière.

### Époque contemporaine
Le 30 septembre 1807, la paroisse s'agrandit avec les mas d’Egalières, du Sambuc, Trinquier et du Rouquet.
En 1834, la commune de L’Hospitalet est créée par ordonnance royale, en scindant la commune de La Cavalerie.

## Politique et administration

### Découpage territorial
La commune de l'Hospitalet-du-Larzac est membre de la communauté de communes Larzac et Vallées, un établissement public de coopération intercommunale (EPCI) à fiscalité propre créé le 13 décembre 2004 dont le siège est à Cornus. Ce dernier est par ailleurs membre d'autres groupements intercommunaux.
Sur le plan administratif, elle est rattachée à l'arrondissement de Millau, au département de l'Aveyron et à la région Occitanie. Sur le plan électoral, elle dépend du  canton des Causses-Rougiers pour l'élection des conseillers départementaux, depuis le redécoupage cantonal de 2014 entré en vigueur en 2015, et de la troisième circonscription de l'Aveyron  pour les élections législatives, depuis le dernier découpage électoral de 2010.

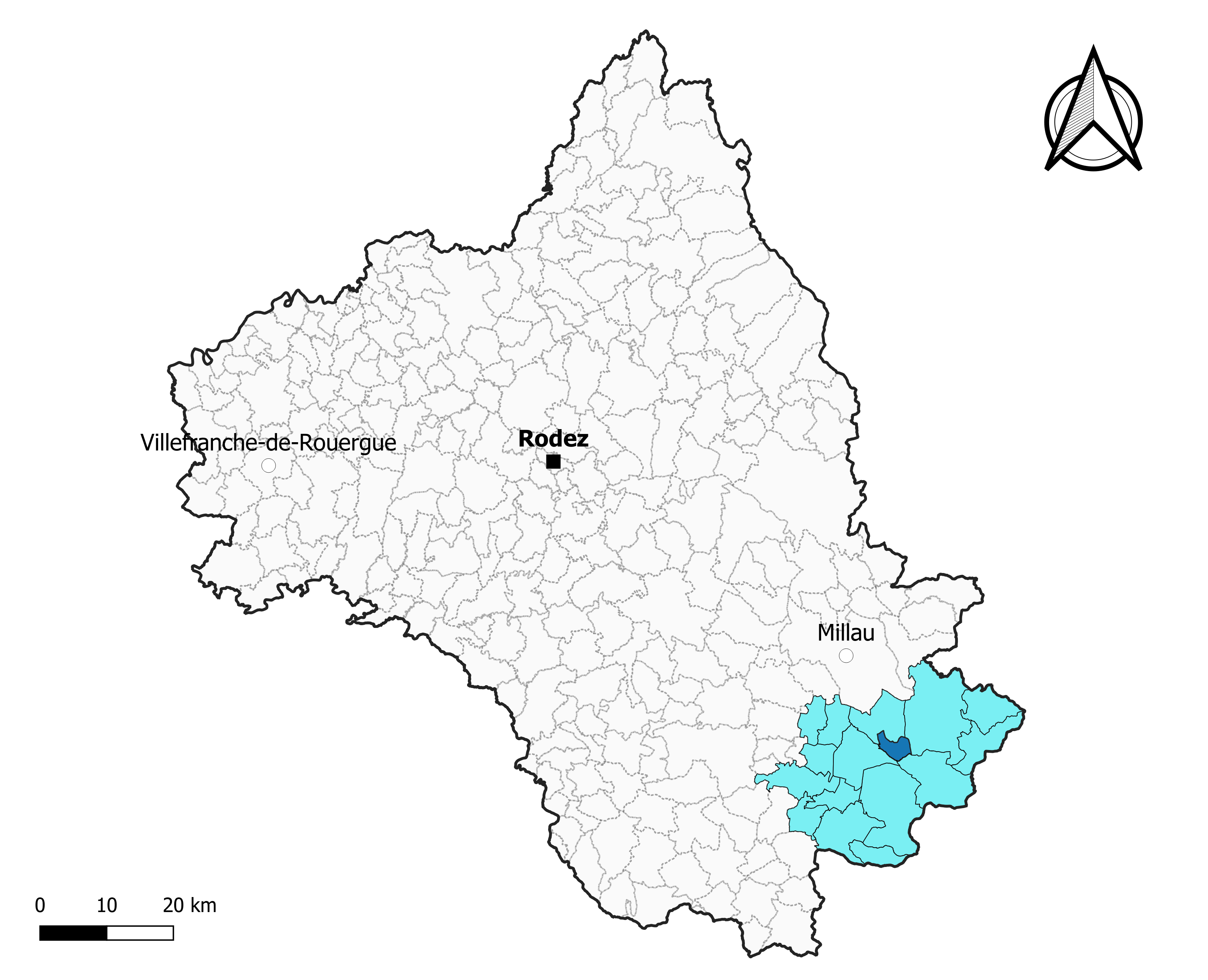
L'Hospitalet-du-Larzac dans l'intercommunalité en 2020.
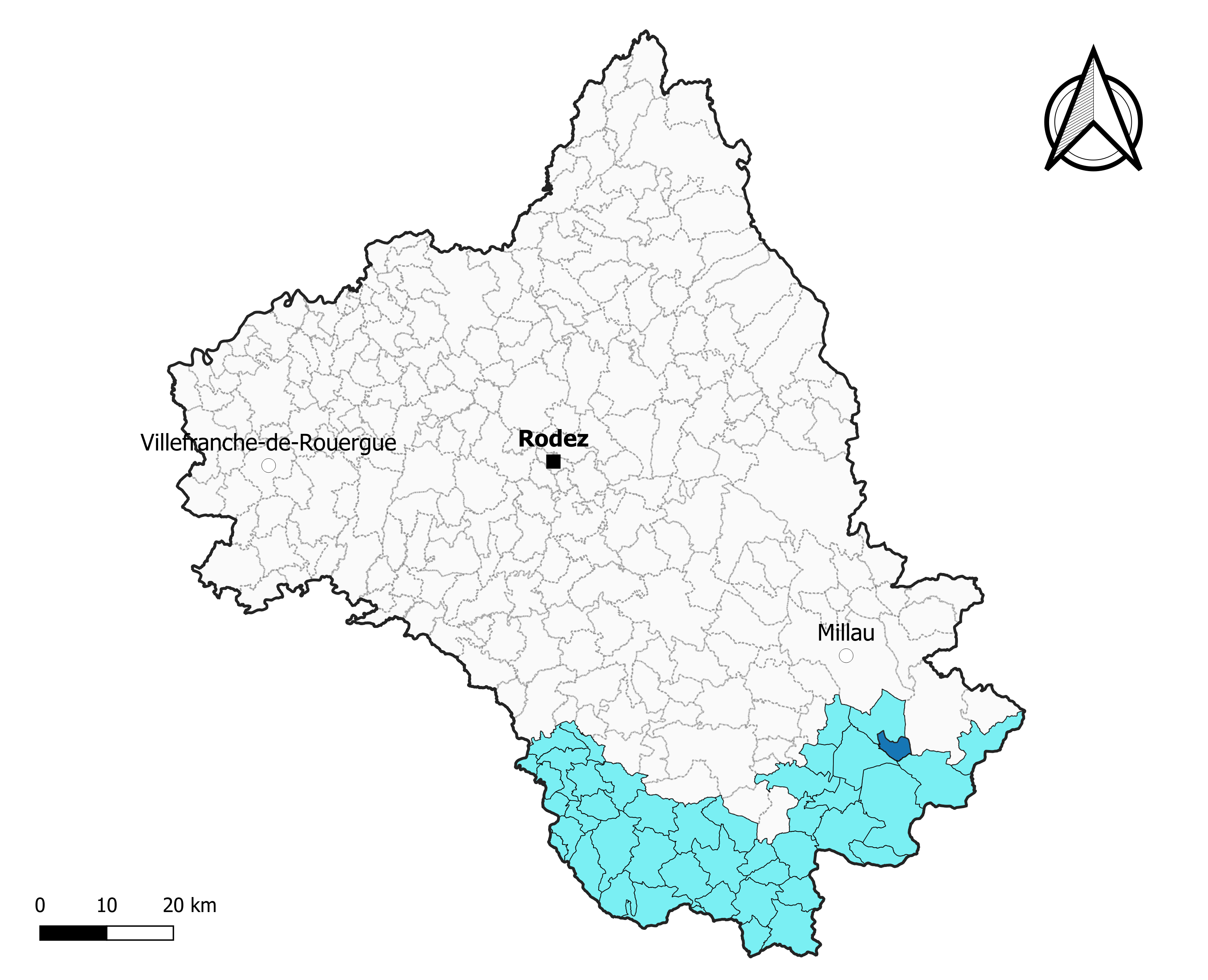
L'Hospitalet-du-Larzac dans le canton des Causses-Rougiers en 2020.
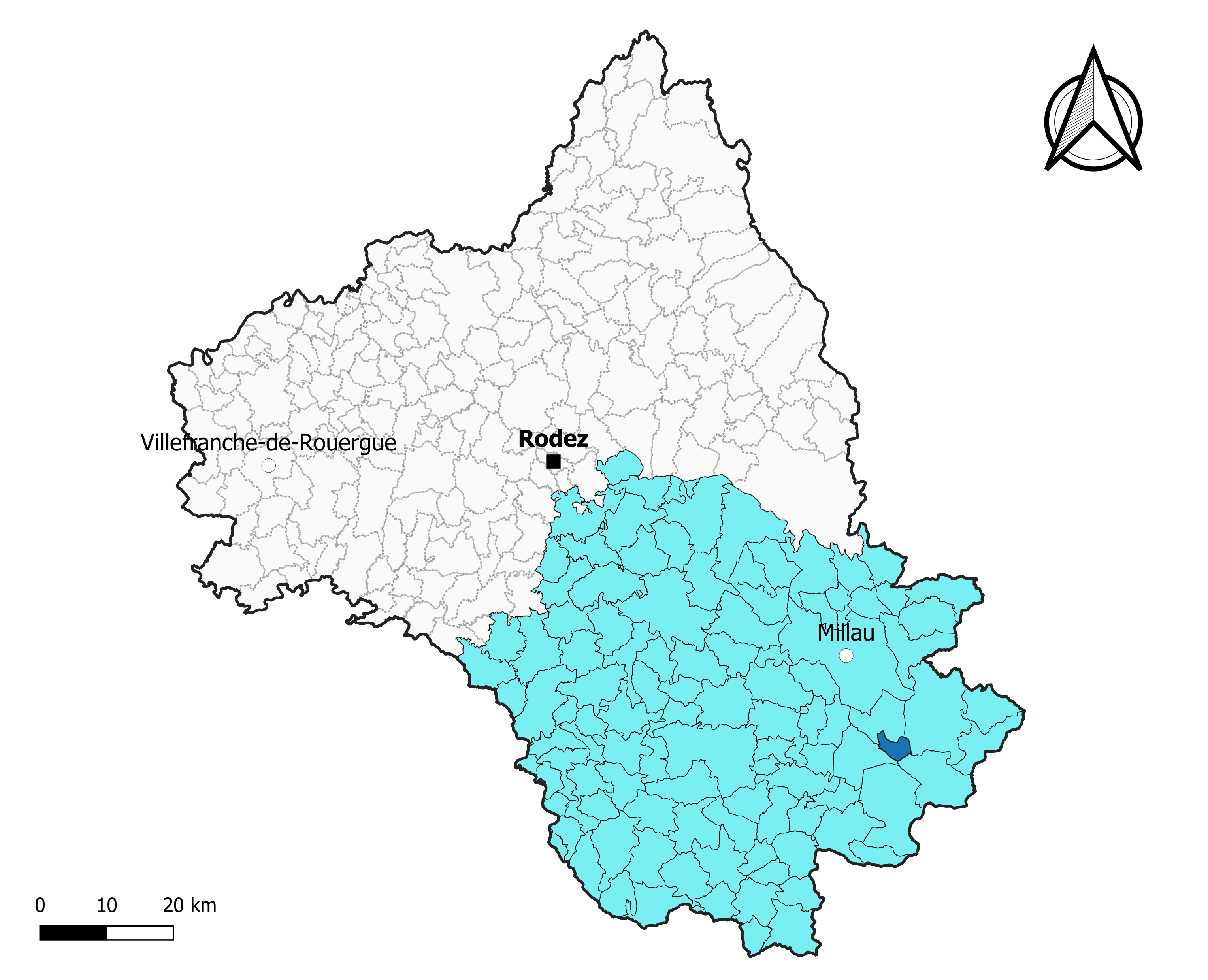
L'Hospitalet-du-Larzac dans l'arrondissement de Millau en 2020.

### Élections municipales et communautaires

#### Élections de 2020
Le conseil municipal de l'Hospitalet-du-Larzac, commune de moins de 1 000 habitants, est élu au scrutin majoritaire plurinominal à deux tours avec candidatures isolées ou groupées et possibilité de panachage. Compte tenu de la population communale, le nombre de sièges à pourvoir lors des élections municipales de 2020 est de 11. La totalité des onze candidats en lice est élue dès le premier tour, le 15 mars 2020, avec un taux de participation de 64,92 %.
Thierry Cartayrade est élu nouveau maire de la commune le 27 mai 2020.
Dans les communes de moins de 1 000 habitants, les conseillers communautaires sont désignés parmi les conseillers municipaux élus en suivant l’ordre du tableau (maire, adjoints puis conseillers municipaux) et dans la limite du nombre de sièges attribués à la commune au sein du conseil communautaire. Un siège est attribué à la commune au sein de la communauté de communes Larzac et Vallées.

#### Liste des maires
| Période                                  | Période  | Identité               | Étiquette    | Qualité                                                                                     |
| ---------------------------------------- | -------- | ---------------------- | ------------ | ------------------------------------------------------------------------------------------- |
| 1835                                     | 1856     | Clément Marcorelles    |              |                                                                                             |
| 1856                                     | 1860     | Charles Villaret       |              |                                                                                             |
| 1860                                     | 1881     | Alfred Marcorelles     |              |                                                                                             |
| 1881                                     | 1884     | Paul Arnal             |              |                                                                                             |
| 1884                                     | 1886     | Paul Lacoste           |              |                                                                                             |
| 1886                                     | 1892     | Jules Lebrou           |              |                                                                                             |
| 1892                                     | 1898     | Alfred Lebrou          |              |                                                                                             |
| 1898                                     | 1904     | Paul Arnal             |              |                                                                                             |
| 1904                                     | 1919     | Jean Arnal             |              |                                                                                             |
| 1919                                     | 1929     | Alfred Lebrou          |              |                                                                                             |
| 1929                                     | 1946     | Jules Fabreguettes     |              |                                                                                             |
| 1946                                     | 1965     | Léon Veyrié            |              |                                                                                             |
| 1965                                     | 2008     | Georges Privat         | RPR puis UMP | Ingénieur honoraire de la SNCF Suppléant de Jacques Godfrain (1988-1995) Député (1995-1997) |
| 2008                                     | 2014     | Olivier Sicre          | SE           | Maire                                                                                       |
| mars 2014                                | mai 2020 | Jean-Jacques Lassarade |              | Retraité                                                                                    |
| mai 2020                                 | En cours | Thierry Cartayrade,    |              | Professeur, profession scientifique                                                         |
| Les données manquantes sont à compléter. |          |                        |              |                                                                                             |

## Démographie
L'évolution du nombre d'habitants est connue à travers les recensements de la population effectués dans la commune depuis 1793. Pour les communes de moins de 10 000 habitants, une enquête de recensement portant sur toute la population est réalisée tous les cinq ans, les populations de référence des années intermédiaires étant quant à elles estimées par interpolation ou extrapolation. Pour la commune, le premier recensement exhaustif entrant dans le cadre du nouveau dispositif a été réalisé en 2006.

En 2022, la commune comptait 344 habitants, en évolution de +22,86 % par rapport à 2016 (Aveyron : +0,37 %, France hors Mayotte : +2,11 %).
| 1793 | 1800 | 1836 | 1841 | 1846 | 1851 | 1856 | 1861 | 1866 |
| ---- | ---- | ---- | ---- | ---- | ---- | ---- | ---- | ---- |
| 400  | 483  | 657  | 615  | 650  | 611  | 653  | 672  | 623  |

| 1872 | 1876 | 1881 | 1886 | 1891 | 1896 | 1901 | 1906 | 1911 |
| ---- | ---- | ---- | ---- | ---- | ---- | ---- | ---- | ---- |
| 533  | 519  | 508  | 511  | 540  | 413  | 422  | 375  | 374  |

| 1921 | 1926 | 1931 | 1936 | 1946 | 1954 | 1962 | 1968 | 1975 |
| ---- | ---- | ---- | ---- | ---- | ---- | ---- | ---- | ---- |
| 327  | 331  | 320  | 251  | 261  | 213  | 205  | 218  | 233  |

| 1982 | 1990 | 1999 | 2006 | 2011 | 2016 | 2021 | 2022 | - |
| ---- | ---- | ---- | ---- | ---- | ---- | ---- | ---- | - |
| 247  | 246  | 249  | 312  | 309  | 280  | 326  | 344  | - |

## Économie

### Revenus
En 2018 (données Insee publiées en septembre 2021), la commune compte 128 ménages fiscaux, regroupant 313 personnes. La médiane du revenu disponible par unité de consommation est de 18 580 € (20 640 € dans le département).

### Emploi
| Division       | 2008  | 2013   | 2018   |
| -------------- | ----- | ------ | ------ |
| Commune        | 7,8 % | 14,8 % | 15,4 % |
| Département    | 5,4 % | 7,1 %  | 7,1 %  |
| France entière | 8,3 % | 10 %   | 10 %   |

En 2018, la population âgée de 15 à 64 ans s'élève à 163 personnes, parmi lesquelles on compte 80,9 % d'actifs (65,4 % ayant un emploi et 15,4 % de chômeurs) et 19,1 % d'inactifs,. En 2018, le taux de chômage communal (au sens du recensement) des 15-64 ans est supérieur à celui de la France et du département, alors qu'il était inférieur à celui de la France en 2008.
La commune fait partie de la couronne de l'aire d'attraction de Millau, du fait qu'au moins 15 % des actifs travaillent dans le pôle,. Elle compte 44 emplois en 2018, contre 55 en 2013 et 97 en 2008. Le nombre d'actifs ayant un emploi résidant dans la commune est de 107, soit un indicateur de concentration d'emploi de 41,2 % et un taux d'activité parmi les 15 ans ou plus de 59,5 %.
Sur ces 107 actifs de 15 ans ou plus ayant un emploi, 19 travaillent dans la commune, soit 18 % des habitants. Pour se rendre au travail, 90,7 % des habitants utilisent un véhicule personnel ou de fonction à quatre roues, 0,9 % les transports en commun, 3,7 % s'y rendent en deux-roues, à vélo ou à pied et 4,7 % n'ont pas besoin de transport (travail au domicile).

### Activités hors agriculture

#### Secteurs d'activités
20 établissements sont implantés à l'Hospitalet-du-Larzac au 31 décembre 2019.
Le secteur du commerce de gros et de détail, des transports, de l'hébergement et de la restauration est prépondérant sur la commune puisqu'il représente 40 % du nombre total d'établissements de la commune (8 sur les 20 entreprises implantées à l'L'Hospitalet-du-Larzac), contre 27,5 % au niveau départemental.

#### Entreprises
L'économie de cette commune à vocation agricole est caractérisée par une agriculture traditionnelle extensive basée sur l'élevage pour la production laitière de brebis destinée à l'élaboration des fromages de roquefort, pérail, tome et pour la production de veaux et agneaux destinés à l'engraissement. Une diversification existe, tournée vers l'apiculture, la production de bois de chauffe et le tourisme rural. Les exploitations agricoles sont au nombre de huit sur cette commune. Des artisans et des prestataires de services y sont installés. Les loisirs influent un peu sur l'économie communale : locations saisonnières de meublés, randonnée, découverte nature.
La chasse, indispensable à l'agriculture, à l'équilibre de la faune et de la flore en ce qui concerne le grand gibier, se pratique à partir du quinze août.
Cette commune est limitrophe de la commune de La Cavalerie où se trouve l'aérodrome de Millau-Larzac dévolu à l'aviation légère.

### Agriculture
|               | 1988 | 2000 | 2010 | 2020 |
| ------------- | ---- | ---- | ---- | ---- |
| Exploitations | 8    | 7    | 7    | 7    |
| SAU (ha)      | 487  | 487  | 471  | 442  |

La commune est dans les Grands Causses, une petite région agricole occupant le sud-est du département de l'Aveyron. En 2020, l'orientation technico-économique de l'agriculture  sur la commune est la polyculture et/ou le polyélevage. Sept exploitations agricoles ayant leur siège dans la commune sont dénombrées lors du recensement agricole de 2020 (huit en 1988). La superficie agricole utilisée est de 442 ha,,.

## Culture locale et patrimoine

### Lieux et monuments
- Musée archéologique et géologique du Larzac (centre Frédéric Hermet)
- Église Sainte-Madeleine de L'Hospitalet-du-Larzac.

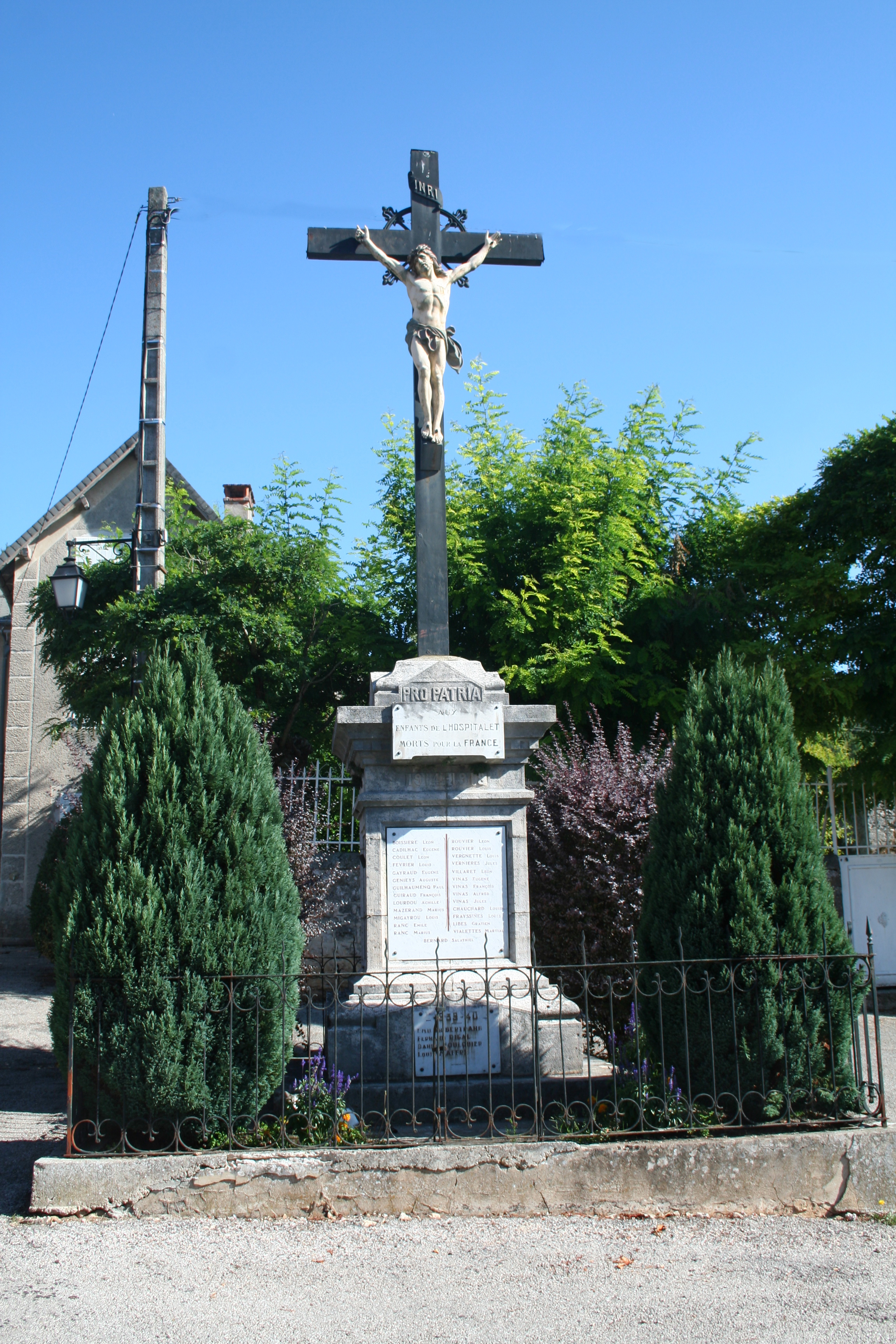
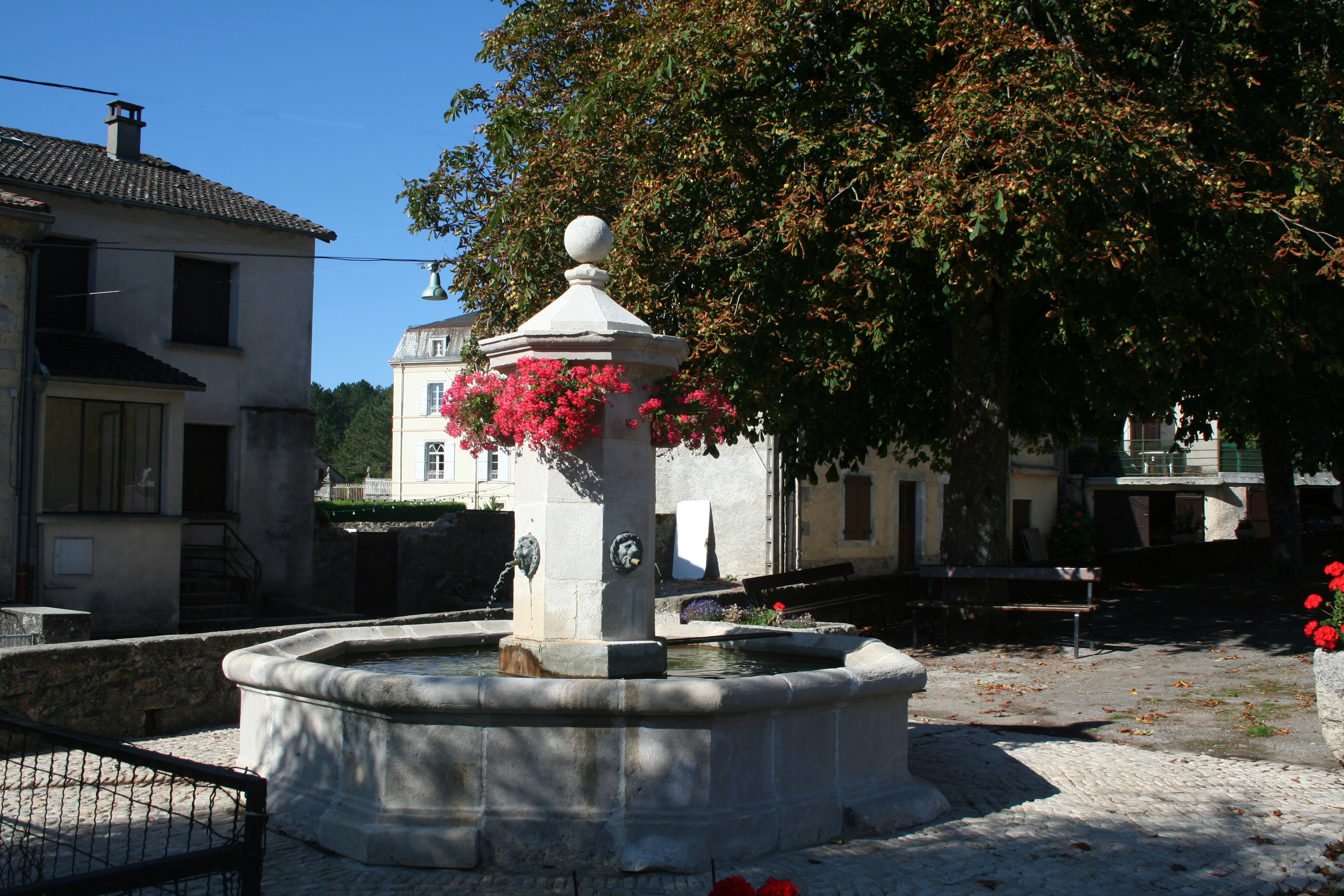

### Personnalités liées à la commune
- Georges Privat (1923-2023), homme politique, député de l'Aveyron et maire de l'Hospitalet-du-Larzac.
- Abbé Frédéric Hermet, nommé curé de la paroisse de l'Hospitalet-du-Larzac en 1894, il y exerça son ministère jusqu'en 1934. Parallèlement à ses activités religieuses, il réalisa de nombreuses recherches archéologiques et historiques sur le Causse du Larzac. C'est en particulier sur la base de ses travaux que fut fouillée la nécropole de La Vayssière et découvert sur place le plomb du Larzac.

### Héraldique
| Blason de la commune de L'Hospitalet-du-Larzac | Les armes de la commune de L'Hospitalet-du-Larzac se blasonnent ainsi : D'argent au mors renversé de sable enfermant une croisette pattée de gueules soutenue d'une fleur de lys d'azur, au chef du même chargé de trois étoiles d'or. |